# Catedral metropolitana de Ribeirão Preto
La Catedral Metropolitana de Ribeirão Preto o la Catedral de San Sebastián (en portugués:  Catedral São Sebastião) Es la principal iglesia católica en Ribeirão Preto una localidad del estado de São Paulo en Brasil. El edificio de la catedral , junto con su entorno fue declarado protegido por el Condephaat (consejo de defensa del patrimonio histórico) en 2014. Pertenece a la arquidiócesis de Ribeirão Preto.
La primera Iglesia de Ribeirao Preto , también llamada "Vieja Matriz", comenzó a construirse en 1866 y se terminó en 1870. Estaba en lo que en la actualidad es la plaza XV Novembro.
A finales de 1800, después de que las torres del edificio se derrumbaron, se llamó a la población a dotar a la ciudad de iglesia madre a la "altura de su importancia". Solo en 1904 se colocó la primera piedra.